# Grand Colombier (Ain)
Grand Colombier - que não deve ser confundido com Grand Colombier na Saboia - é um cume da cordilheira do Jura no departamento francês de Ain e que culmina a 1 531 m.

## Panorama
Situado no parque de Bugey o seu cimo domina o vale do Ródano e o lago do Bourget e onde a cidade de Aix-les-Bains fica na sua margem esquerda.
Com bom tempo pode facilmente avista-se o desfiladeiro de Écluse, os monts Jura, o Salève, o lago Lemano e mesmo Genebra e os Alpes Berneses assim como a parte ocidental do maciço do Monte Branco.

## Turismo
Nas proximidades encontra-se o colo do Grand Colombier uma das célebres passagens do Tour de France, com declives de 20% do lado de Bugey.